# Korte golf
De korte golf is het deel van het radiospectrum dat de HF-frequenties en een deel van de MF-frequenties omvat (ruwweg 2-30 MHz, ongeveer 10-150 meter). Meestal verwijst de term 'korte golf' specifiek naar het deel van dit gebied dat voor radio-omroep en radioamateurs gebruikt wordt.

## Huidig gebruik
De korte golf wordt benut door internationale omroeporganisaties, die gebruikmaken van de speciale propagatiemogelijkheden van de HF-frequenties om de wereldomroep te verzorgen voor luisteraars op grote afstand die deze met een wereldontvanger kunnen beluisteren. Veel landen bieden deze zenders aan als service aan hun inwoners in het buitenland. Sommige zenders richten zich op het verspreiden van onafhankelijke informatie voor gebieden waar dit niet vanzelfsprekend is, of juist het omgekeerde: het verspreiden van propaganda. Ook zijn er religieuze uitzendingen te vinden. Het Nederlandse bedrijf Philips was een pionier op dit gebied met de radiozender PCJ.
Tegenwoordig neemt het gebruik van korte golf langzaam af in technologisch vooraanstaande landen, waar steeds meer van satellieten en het internet gebruik wordt gemaakt voor lange-afstandscommunicatie.
In de tropen wordt de korte golf nog steeds gebruikt voor nationale uitzendingen vanwege de lagere gevoeligheid voor atmosferische storingen, die veroorzaakt worden door bliksemontladingen.
Meer recentelijk verschijnen er ook projecten zoals Radio 700, KBC en dergelijke die proberen de korte golf als medium nieuw leven in te blazen, zij het digitaal of als een soort nostalgieradio.

## Frequentietoewijzingen
In tegenstelling tot de lange golf en de middengolf bestaat de korte golf niet uit één afstemband; het totale HF-frequentiegebied bestrijkt immers bijna 30 MHz. De frequenties worden onderverdeeld in meerdere afstembanden, die soms ook wel 'meterbanden' worden genoemd vanwege hun aanduiding naar de golflengte in meters. Elke afstemband heeft zijn eigen karakteristieken. Zo zijn de lagere banden 's nachts en in de winter bruikbaarder, terwijl de hoogste banden alleen 's zomers overdag bij sterkere zonneactiviteit te gebruiken zijn.
De volgende banden worden internationaal erkend. Er kunnen tussen landen kleine verschillen bestaan. Het valt op dat de gebruikte golflengten niet goed overeenkomen met de nominale meterbandbenamingen.
| Meterband, nominale benaming | Golflengte (meter) | Frequentie        | Opmerkingen                                              |
| ---------------------------- | ------------------ | ----------------- | -------------------------------------------------------- |
| 120 m                        | 120,2 - 130,3      | 2300 – 2495 kHz   | Tropenband; Afrika, Australië en Azië                    |
| 90 m                         | 74,8 - 88,2        | 3200 – 3400 kHz   | Tropenband; Afrika, Australië en Azië                    |
| 75 m                         | 75 - 76,9          | 3900 – 4000 kHz   | In Europa in de avonduren 3950 – 4000 kHz                |
| 60 m                         | 59,3 - 63,2        | 4750 – 5060 kHz   | Tropenband; Afrika, Australië en Azië                    |
| 49 m                         | 48,4 - 50,8        | 5900 – 6200 kHz   | Europaband 5950 – 6200 kHz                               |
| 41 m                         | 40,3 - 41,7        | 7200 – 7450 kHz   | Europa, Noord-Amerika, Australië, Azië                   |
| 31 m                         | 30,3 - 31,9        | 9400 – 9900 kHz   | Meest gebruikte band                                     |
| 25 m                         | 24,8 - 25,9        | 11,60 – 12,10 MHz | Afrika, Australië en Azië                                |
| 22 m                         | 21,6 - 22,1        | 13,57 – 13,87 MHz | Voornamelijk in Europa en Azië                           |
| 19 m                         | 19 - 19,9          | 15,10 – 15,80 MHz | Afrika, Australië en Azië                                |
| 16 m                         | 16,76 - 17,16      | 17,48 – 17,90 MHz | Afrika, Australië en Azië                                |
| 15 m                         | 15,76 - 15,87      | 18,90 – 19,02 MHz | Mogelijk nieuwe DRM-band wereldwijd                      |
| 13 m                         | 13,73 - 13,99      | 21,45 – 21,85 MHz | Goed het hele jaar door, afhankelijk van zomer en winter |
| 11 m                         | 11,72 - 11,49      | 25,60 – 26,10 MHz | In Nederland 25,67 – 26,10 MHz                           |

Uitzendingen in de korte golf maken hoofdzakelijk gebruik van amplitudemodulatie, met een kanaalverdeling van 5 kHz tussen de kanalen. Daarnaast worden ook Digital Radio Mondiale-uitzendingen verzorgd in digitaal formaat.

## Voordelen
Omroep via de korte golf heeft een aantal voordelen ten opzichte van andere, nieuwere technologieën.
- Het bereik van de uitzendingen is veel groter dan het bereik van kortere en langere golflengten, waardoor voor weinig geld een groot gebied bereikt kan worden.
- In de tropen heeft de korte golf minder last van storingen door de vele onweersbuien in dat deel van de wereld dan de middengolf.
- Censuur is zeer moeilijk aangezien er geen technologische beperkingen kunnen worden gelegd op de verspreiding van de signalen. Stoorzenders kunnen het luisteren wel moeilijker maken, maar niet onmogelijk. Het is daarnaast ook moeilijk na te gaan wie naar een uitzending luistert. De enige manier om ontvangst van 'ongewenste' informatie echt helemaal onmogelijk te maken is door het bezit van kortegolfradio's volledig te verbieden, zoals in Noord-Korea wordt gedaan.
- Kortegolfradio's zijn goedkoop en makkelijk verkrijgbaar in bijna elk deel van de wereld. Een groot deel van de wereldbevolking beschikt dan ook over een kortegolfradio.
- Vanwege de eenvoudige technologie kunnen radio's zeer klein worden gemaakt en toch voldoende bestand zijn tegen schade. Dit in tegenstelling tot computers, die kwetsbaarder zijn.
- Doordat radio's een veel lager energieverbruik hebben, kunnen ze makkelijk dagenlang op batterijen werken, waardoor het eenvoudig is op afgelegen plaatsen te luisteren waar geen internet of satellietverbinding is.

## Nadelen
De korte golf heeft ook een aantal nadelen.
- De ontvangst van kortegolfzenders is afhankelijk van de toestand in de ionosfeer en deze verandert in de loop van de dag en ook door de toestand van de zon (zoals door zonnevlekken). De radiogolven kunnen op andere plaatsen op aarde terechtkomen dan waar bedoeld. Kortegolfstations richten daarom in de loop van de dag en het jaar regelmatig hun zenderpark opnieuw af en wisselen van frequentie. Dit maakt betrouwbare ontvangst echter weer moeilijker voor luisteraars die weinig technische kennis bezitten.
- Door intensief gebruik van sommige kortegolfbanden is storing door nabijgelegen zenders een veelvoorkomend probleem.
- De geluidskwaliteit van de gebruikte modulatie (AM) is beperkt ten opzichte van FM en middengolfuitzendingen. Het geluid is mono, heeft een beperkte bandbreedte en kan onderhevig zijn aan storing. Dit probleem is deels een eigenschap van de modulatie en niet zozeer van de korte golf zelf. Initiatieven om dit probleem op te lossen door de uitzendingen te digitaliseren zijn gaande (onder andere Digital Radio Mondiale).
- Naarmate het internet algemener beschikbaar wordt, komen kortegolfstations in de problemen doordat ze de concurrentiestrijd niet meer aankunnen. Zeker in westerse landen is het bezit van kortegolfradio's steeds meer beperkt tot hobbyisten en andere enthousiastelingen. Een steeds kleiner aantal luistert nog routinematig naar de korte golf, zoals dat elders in de wereld nog wel gebeurt.

radiogolf · lange golf · middengolf · korte golf · very high frequency (ultrakorte golf) · ultra-high frequency · microgolf · infrarood · zichtbaar licht · ultraviolet · röntgenstraling · gammastraling

Kleuren van de regenboog: rood · oranje · geel · groen · cyaan · blauw · indigo · violet